# Gouvernement Dologuélé I
Le Gouvernement Dologuélé 1 est le gouvernement de la République centrafricaine de la publication du décret présidentiel  du 15 janvier 1999, jusqu’à la nomination du Gouvernement Dologuélé 2, le 1er novembre 1999. Il s’agit d’un gouvernement nommé par le Président Ange-Félix Patassé.

## Composition
Le gouvernement  Dologuélé 1 est composé de 25 membres, dont le Premier ministre, 19 ministres, 2 ministres délégués et 3 Secrétaires d’État.

### Premier ministre
- Premier ministre, chef du Gouvernement, ministre de l'Économie, des Finances, du Plan et de la Coopération internationale: Anicet-Georges Dologuélé

### Ministres
- Ministre des Affaires étrangères et Francophonie: Marcel Météfara  (apparenté MLPC)
- Ministre de la Défense, de la restructuration des armées et Anciens combattants: Dr Pascal Kado (apparenté MLPC)
- Ministre de l’Administration du territoire et la Sécurité publique: Théodore Biko (MLPC)
- Ministre de la Justice, Garde des sceaux: Laurent Gomina Pampali (apparenté MLPC)
- Ministre des Travaux publics et del’Aménagement du territoire: Jacquesson Mazette (MLPC)
- Ministre de l’Environnement, Eaux, Forêts, Chasses et Pêches: Thierry Ynifolo Vanden-Boss (PLD[3])
- Ministre du Commerce, de l’Industrie et du Tourisme: M. Germain Nadjibé
- Ministre de l’Agriculture et del’Elevage: Dr Joseph Kalite (MLPC)
- Ministre de l’Éducation nationale et Recherche scientifique: Agba Otikpo Mézodé (CN[4])
- Ministre de la Santé: Dr Prosper Thimossat
- Ministre de l’Emploi, de la Fonction publique et de la Formation professionnelle: commandant Denis Wangao-Kizimalé (MLPC)
- Ministre des Mines et de l’Énergie: Jean Serge Wafio (MLPC)
- Ministre de la Communication, et des Postes et Télécommunications: Désiré Pendemon (MLPC)
- Ministre des Transports et Aviation civile: Thimothé Aguene (MLPC)
- Ministre des Affaires sociales, de la Promotion de la famille et des Handicapés: Anne-Marie Ngouyombo (MLPC)
- Ministre de l’Urbanisme, Habitat et Édifices publics: Armand Sama (MDD[5])
- Ministre de la Culture: Marie-Joseph Songomali Toungouvala (apparentée MLPC)
- Ministre de la Jeunesse et des Sports: Cyrus-Emmanuel Sandy (MLPC)
- Ministre de chargé des Relations avec le parlement: Juliette Nzekou Dongoya (apparenté MLPC)

### Ministres délégués
- Ministre délégué aux Finances chargé du budget: Théodore Dabanga (MLPC)
- Ministre de délégué à l'Economie, au Plan et à la Coopération internationale: Jacob Mbaïtadjim (MLPC)

### Secrétaires d’État
- Secrétaire d’État à l'Administration du territoire chargé de la Sécurité publique: Abraham Espéré Langou (MLPC)
- Secrétaire d’État à l'Administration du territoire chargé du désarmement: Lieutenant-Colonel Evariste Konzale (apparenté RDC)
- Secrétaire d’État à l'Éducation nationale, chargé de l'Enseignement supérieur et de la Recherche scientifique: Dr Emery Dede